# Las Fincas, Quintana Roo
Las Fincas är en ort i Mexiko.   Den ligger i kommunen Cozumel och delstaten Quintana Roo, i den östra delen av landet, 1 300 km öster om huvudstaden Mexico City. Las Fincas ligger 8 meter över havet och antalet invånare är 746. Den ligger på ön Isla Cozumel.
Terrängen runt Las Fincas är mycket platt. Havet är nära Las Fincas åt nordväst. Runt Las Fincas är det ganska tätbefolkat, med 139 invånare per kvadratkilometer. Närmaste större samhälle är San Miguel de Cozumel, 3,1 km väster om Las Fincas. I omgivningarna runt Las Fincas växer i huvudsak städsegrön lövskog.